# Maria Szymanowska

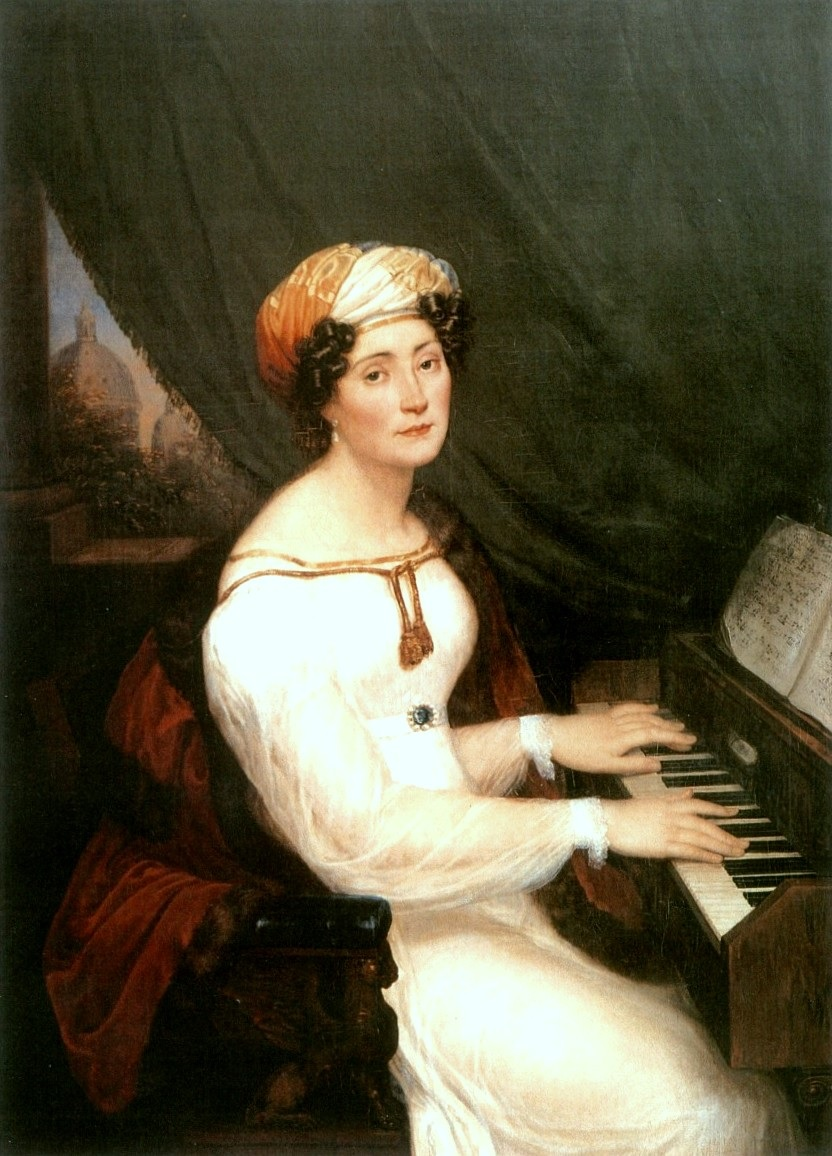
Aleksander Kokular, Portret Marii Szymanowskiej przy fortepianie

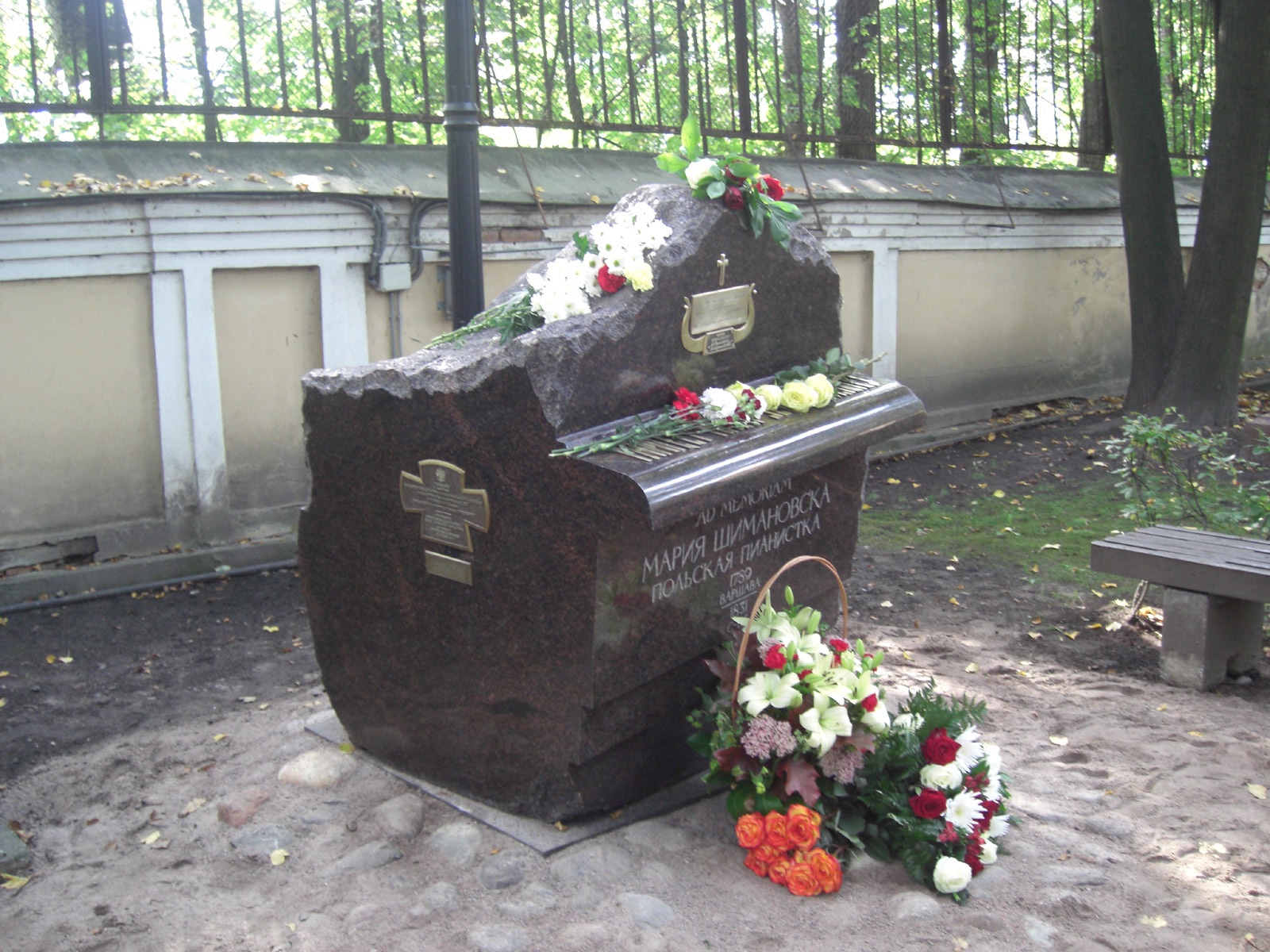
Cenotaf w Sankt Petersburgu

Maria Szymanowska z domu Wołowska, właśc. Marianna Agata (ur. 14 grudnia 1789 w Warszawie, zm. 25 lipca 1831 w Petersburgu) – polska pianistka i kompozytorka.

## Życiorys
Pochodziła z uszlachconej rodziny frankistów. Jej ojcem był warszawski piwowar, Franciszek Wołowski. Pisała liczne utwory na fortepian, m.in. etiudy, nokturny, walce, polonezy, mazurki, pieśni. Z małżeństwa z frankistą Józefem Szymanowskim herbu Młodzian (zm. 1832) miała troje dzieci, bliźniaki Helenę (1811–1861, zamężną z Franciszkiem Malewskim) i Romualda (1811–1840, inżyniera) oraz Celinę (1812–1855, żonę Adama Mickiewicza); małżeństwo zakończyło się rozwodem. Po rozwodzie rozpoczęła karierę zawodowej pianistki. Poza Polską, Szymanowska koncertowała w Niemczech, Francji, Anglii, Włoszech, Holandii, Szwajcarii, Czechach, na Ukrainie, Litwie, i w Rosji.
W 1810 w Paryżu swą grą przyciąga uwagę kilku sławnych postaci. Luigi Cherubini, w dowód podziwu i szacunku, dedykuje jej Fantazję C-dur.
W Berlinie i Londynie grała na królewskich dworach. W Kijowie koncertowała razem z Karolem Lipińskim, „polskim Paganinim”. W Weimarze i Mariańskich Łaźniach (latem 1823) dla Goethego, który otoczył ją ogromnym uwielbieniem, czego dowodem jest jego wiersz Pojednanie i listy, w których nazywa ją „czarowna Wszechmogąca w królestwie dźwięków”. Nokturn Szymanowskiej Le Murmure [Szmer] szybko staje się utworem niezwykle popularnym. Z Londynu udała się przez Genewę do Włoch, zaopatrzona w listy polecające od Rossiniego. W marcu 1825 roku grała w Luwrze, a później w Amsterdamie i Londynie.
W Warszawie 15 stycznia i 7 lutego 1827 triumfowała w Teatrze Narodowym. Wśród publiczności prawdopodobnie był 17-letni Fryderyk Chopin. Miasto rodzinne opuściła na zawsze 1 listopada 1827, by przeprowadzić się na stałe do Petersburga, gdzie dzieliła czas między wychowanie córek, kompozycję (Ballady Mickiewicza, Nokturn b-moll), koncerty i lekcje. Tam spędziła ostatnie lata życia, gdzie była nadworną pianistką i prowadziła słynny w mieście salon, który odwiedzali przedstawiciele kosmopolitycznej elity stolicy Rosji, wśród nich najwybitniejsze postacie muzyki i literatury: m.in. Puszkin, Glinka, Karamzin, Mickiewicz, Piotr Wiaziemski, Iwan Kryłow, malarze Oleszkiewicz, Orłowski i Wańkowicz.
Zmarła w Petersburgu podczas epidemii cholery, dlatego też została pochowana na specjalnym cmentarzu, nazwanym później Mitrofanijewskim (św. Mitrofana). Mogiła, jak i cały cmentarz, nie zachowała się do naszych czasów.

## Upamiętnienie
25 września 2010 odsłonięto jej pomnik (cenotaf) na petersburskiej Nekropolii Mistrzów Sztuki obok Ławry Aleksandra Newskiego przy Newskim Prospekcie, a 27 czerwca 2013 r. w kamienicy przy ul. Italiańskiej 15, gdzie mieszkała w latach 1828–1831, odsłonięto poświęconą jej tablicę pamiątkową.
Uchwałą z 13 grudnia 2018 Senat RP IX kadencji zdecydował o ustanowieniu roku 2019 Rokiem Marii Szymanowskiej.

## Płyty z utworami Marii Szymanowskiej
- 2012: Maria Szymanowska (1789–1831) – Ballades & Romances – Acte Préalable AP0260[11]
- 2013: Maria Szymanowska (1789–1831) – Complete Piano Works – Acte Préalable AP0281-83[12]